# Công viên Broadhurst
Broadhurst Park là sân bóng đá ở Moston, Manchester, Anh. [1] Đây là sân nhà của F.C. United of Manchester và Moston Juniors F.C. Mặt đất được biết đến với tên dự án, Sân vận động Cộng đồng Moston, trước khi được thay đổi tại cuộc họp của các thành viên trong năm 2014. F.C. United được thành lập vào năm 2005, và nhằm xây dựng một mặt bằng tại Manchester vào năm 2012. Sau khi kế hoạch cho một trang web ban đầu sụp đổ, sự phát triển của một nền tảng mới trong Moston đã được công bố. Một quy trình lập kế hoạch kéo dài tiếp theo, và xây dựng bắt đầu vào tháng 11 năm 2013. Broadhurst Park đã hoàn thành với sức chứa 4.400 vào tháng 5 năm 2015. [2] Trận mở màn là một trận giao hữu giữa F.C. United và Benfica vào ngày 29 tháng 5 năm 2015. F.C. United đã chơi cho Stockport County trong trận đấu đầu tiên của họ tại Broadhurst Park vào ngày 11 tháng 8 năm 2015.                                                                              
| Tên Sân        | Moston Community Stadium                      |
| Địa Điểm       | Lightbowne Road, Moston, Thành Phố Manchester |
| Sở Hưữ         | F.C. United of Manchester                     |
| Điều hành      | F.C. United of Manchester                     |
| Sức chứa       | 4,400                                         |
| Kỷ lục         | 4,232 (vs Benfica B,Ngày 29 tháng 5 năm 2015) |
| Mặt sân        | Cỏ                                            |
| Cấu Trúc       |                                               |
| Phá đất để xây | 17,tháng 11,năm 2013                          |
| Xây dựng       | tháng 11,2013 – May 2015                      |
| mở của         | 29,tháng 5, 2015                              |
| Tiền xây dựng  | 6.5 Triệu Bảng Anh £                          |
| Kiến trúc sư   | Taylor Young (now IBI Group)                  |
| Người xây dựng | Barnes Construction                           |
| Quản lý dự án  | Frank Whittle Partnerships                    |
| Kỹ sư kết cấu  | Scott Hughes Design                           |

## Tiểu Sử
F.C. United
F.C. United được thành lập vào năm 2005 bởi một nhóm những người ủng hộ Manchester United sau khi tiếp quản tranh cãi của câu lạc bộ Malcolm Glazer dẫn đến hàng trăm người ủng hộ đào thoát khỏi câu lạc bộ. [3] Không có sân vận động của riêng mình, họ đồng ý sử dụng sân vận động Gigg Lane của Bury, nhưng thỏa thuận tiếp tục với chi phí khoảng 5.000 bảng cho mỗi trận đấu. [4] Trong vòng một năm, câu lạc bộ fan hâm mộ đã đặt nguyện vọng xây dựng sân vận động 7.000 đến 10.000 người ở gần trung tâm thành phố Manchester nhất có thể vào năm 2012 và kết quả là đàm phán với New East Manchester và Manchester City để xây dựng kế hoạch của họ. ] Mặc dù số lượng tham dự trung bình trên 2.000 trong một vài mùa đầu tiên, nhưng câu lạc bộ không có quyền truy cập vào một sân vận động của riêng mình trong những ngày thi đấu là một yếu tố góp phần làm mất tài chính của CLB trong ba năm (£ 42,267 năm 2007, £ 40,669 năm 2008 và £ 9,663 năm 2009). [4] [6] F.C. United ban đầu đề xuất một sân vận động tại Ten Acres Lane ở Newton Heath, trên trang web của một trung tâm giải trí hiện tại và sân bóng đá ngoài trời Astroturf. [7] Các kế hoạch chỉ ra rằng các cơ sở cộng đồng này sẽ được duy trì trong chương trình mới. Newton Heath cách trung tâm thành phố Manchester 4,5 km về phía đông bắc và có liên kết chặt chẽ với Manchester United, được hình thành trong khu vực đô thị và ban đầu được gọi là CLB Bóng đá Newton Heath LYR từ năm 1878 đến năm 1902. [8] Tuy nhiên, vào ngày 4 tháng 3 năm 2011, Hội đồng thành phố Manchester đã không có kế hoạch tài trợ cho sân vận động mới với khoản trợ cấp, mặc dù thực tế là 1.5 triệu bảng đã được đồng ý trước đó bởi người hâm mộ và F.C. United đã chuyển sang tìm kiếm các trang web khác. [9] Mặc dù vậy, Hội đồng tuyên bố rằng họ vẫn cam kết giúp đỡ F.C. United xây dựng một nền tảng tại Manchester [10] và ngày 5 tháng 4 năm 2011, sau khi xem xét ba trang web thay thế có thể, Ronald Johnson Playing Fields ở Moston là địa điểm ưa thích cho sân vận động được xây dựng theo Hội đồng Thành phố Manchester. 

### Moston Juniors
Moston Juniors là một câu lạc bộ bóng đá trẻ, được thành lập vào năm 1993. Câu lạc bộ có tình trạng hoạt động thể thao và từ thiện Club và là câu lạc bộ đầu tiên ở Manchester để nhận được tình trạng cộng đồng tiêu chuẩn FA Charter. [12] Câu lạc bộ đã ký hợp đồng thuê các sân chơi Ronald Johnson vào năm 2007, với công việc để cải thiện trang web được hoàn thành vào năm 2009 nhờ sự tài trợ của Hội đồng Thành phố Manchester và Quỹ Bóng đá. [13] Câu lạc bộ đã có kế hoạch hơn nữa với sự giúp đỡ của một khoản trợ cấp hội đồng trị giá 750.000 bảng được đề xuất để xây dựng một câu lạc bộ và nâng cấp quảng cáo chiêu hàng của họ, tuy nhiên họ không thể đảm bảo đủ kinh phí để thực hiện dự án. [11] Thông báo về việc tái phát triển dự định của sân chơi Ronald Johnson vào một sân vận động mới, Moston Juniors đã hợp tác với F.C. United và Manchester City Council để họ có thể cho thuê các cơ sở mặt đất mới.
Lịch sử trước khi xây dựng
Khu vực xung quanh là một phần của trang viên của Moston, gần khu Moston Hall đã bị phá hủy. [15] Nó được sở hữu bởi Sir Edward Tootal Broadhurst, một nhà công nghiệp địa phương, năm 1920 đã hiến tặng 80 mẫu đất để sử dụng làm công viên, như một sự công nhận chiến thắng trong Thế Chiến thứ Nhất. [16]
Sân chơi được xây dựng từ lâu đã được sử dụng cho thể thao. Các sân chơi ở Moston được mua thay mặt cho các công nhân của Johnson, Clapham và Morris, một công ty sản xuất và chế tạo kim loại. Các lĩnh vực được đặt tên cho Ronald Lindsay Johnson (24 tháng 9 năm 1889 - 29 tháng 5 năm 1917), một thành viên của gia đình Johnson đã chết trong khi phục vụ như là một hành động Captain và Divisional Trench Mortar Officer (DTMO) trong chiến tranh thế giới thứ nhất. Với tư cách là DTMO cho Sư Đoàn 23, Johnson chịu trách nhiệm phối hợp việc nhắm mục tiêu và định vị các pin vữa và nó đã được chuẩn bị cho Trận chiến Messines mà ông bị thương nặng vào ngày 29 tháng 5 năm 1917. Ông đã lên làm chủ tịch công việc kinh doanh của gia đình mình. sau cái chết của cha mình vào tháng 2 năm 1914 và anh trai William vào tháng 7 năm 1916. Ý chí của ông (được biên soạn trước Giáng sinh năm 1916) ban đầu đã để lại cổ phần của mình trong kinh doanh gia đình để tin tưởng lợi ích của nhân viên công ty; nhưng khi cuộc truy tố này được coi là không thực tế, những người được ủy thác đã quyết định thay vì 8 mẫu đất nên được mua cho nhân viên như sân chơi và sân chơi giải trí. Họ đã được mở ra với sự hiện diện của mẹ vào ngày 17 tháng 6 năm 1925. [17]
Vào tháng 4 năm 1934, sau sự chuyển động của Richard Johnson, công ty Clapham và Morris Ltd sang Trafford Park, sân chơi được cung cấp cho Ủy ban Công viên của Tập đoàn Manchester với giá 2.400 bảng. Vào thời điểm đó, mặt đất được mô tả là rào chắn quanh bằng lan can sắt, có bóng ném bowling, một số sân tennis và sân cricket, cùng với hai gian hàng được xây dựng tốt. Trong nhiều năm, vùng đất này được sử dụng cho các sự kiện cộng đồng bao gồm bóng đá và các hoạt động vui chơi. Đường đua tốc độ được xây dựng trong những năm 1980. [18] Năm 2005, một hàng rào lưới hàn phủ bột màu xanh lá cây 2,4 m với các cổng được dựng lên ở chu vi của các cánh đồng. [19] Câu lạc bộ bóng đá Moston Juniors đã bảo đảm một hợp đồng cho thuê vào năm 2007, nhằm mục đích phát triển trong tương lai. [20]
Phát triển
Lập kế hoạch
Các kế hoạch ban đầu cho chương trình Moston vẫn tương tự như đề xuất ban đầu của Ten Acres Lane với tổng công suất 5.000 dự kiến. [21] Các kế hoạch được phát triển bởi các kiến trúc sư Taylor Young (nay được gọi là IBI Group) và các kỹ sư kết cấu Scott Hughes Design. [22] [23] [24]
Một số phản đối địa phương nổi lên để đáp ứng với kế hoạch sử dụng các lĩnh vực cho sân vận động. [25] Cư dân phản đối sân vận động đã lo ngại rằng nó sẽ dẫn đến vấn đề đậu xe và mất giá của tài sản của họ. [26] Cũng có những lo ngại về việc mất không gian xanh. [25] [27] Cũng có những cư dân Moston ủng hộ đề xuất sân vận động, tin rằng sân vận động sẽ cung cấp các cơ sở thể thao và các hoạt động cho trẻ em và thanh thiếu niên địa phương, cải thiện sức khỏe tổng thể của mọi người trong khu vực. [28] Vào cuối quá trình tham vấn, 5.635 thư hỗ trợ và 2.226 thư phản đối đã được nhận. [29] - trong số 7,653 (97,3%) này là "chữ cái chuẩn" với những người ủng hộ và người phản đối, chỉ cần thêm chữ ký. Ngoài ra còn có sáu kiến nghị với 854 tên hỗ trợ và 1.420 tên phản đối. [29]
Vào tháng 4 năm 2011, Ủy ban điều hành của Hội đồng thành phố Manchester đã phê duyệt đề xuất xây dựng nền tảng cho một ứng dụng quy hoạch và tham vấn với cư dân, các nhóm cộng đồng địa phương và Moston Juniors F.C. [30] Thông tin chi tiết về cơ sở mới, bao gồm tên dự kiến Moston Community Stadium, được phát hành vào ngày 9 tháng 6 năm 2011. [14] Quyết định của các cán bộ lập kế hoạch từ Hội đồng Thành phố Manchester về sự đồng ý phải được chuyển từ ngày 15 tháng 9 đến ngày 27 tháng 10 do khối lượng quan tâm trong đơn. [31] [32] Người đứng đầu Kế hoạch đề nghị Ủy ban "được chấp thuận" ứng dụng quy hoạch phải có tổng cộng 42 điều kiện kèm theo, bao gồm việc ký một thỏa thuận cho trang web để sử dụng cộng đồng, kế hoạch du lịch liên tục và bãi đậu xe ngoài khuôn viên. [29] Tại cuộc họp lập kế hoạch vào ngày 27 tháng 10, Hội đồng Thành phố Manchester đã thông qua sự cho phép lập kế hoạch cho sân vận động mới. [33] [34]
Xem xét tư pháp
Sau khi phê duyệt quy hoạch đã được cấp, cư dân địa phương đã thuê luật sư để xem xét kháng cáo chống lại quyết định. [34] Việc kích hoạt sự cho phép lập kế hoạch cho phép luật sư thay mặt cho một nhóm gọi là Cư dân Hiệp hội Cư dân Hoa Kỳ (RURA) để khởi động Nghị định thư Đánh giá Hành động Đánh giá, thách thức quá trình ra quyết định của hội đồng. [35] Một trong những khu vực ban đầu cho kháng cáo xoay quanh các giao ước lịch sử trên các phần đất đai, nhưng Ủy ban từ thiện đã phán quyết rằng các cánh đồng không phải là đất từ thiện. [36]
Các cư dân đã nhận được trợ giúp pháp lý để khởi động xem xét tư pháp và lập luận rằng có những sai sót trong quá trình lập kế hoạch. Cuộc tái xét diễn ra vào ngày 18–19 tháng 12 năm 2012 tại Manchester để quyết định liệu quy trình lập kế hoạch của hội đồng có hợp pháp hay không. [37] Thẩm phán đã dành quyết định của mình trong một tháng, [38] nhưng đã quyết định từ chối yêu cầu của RURA để hủy bỏ sự cho phép lập kế hoạch. [39] Hành động pháp lý cuối cùng từ RURA đã chấm dứt sau khi một thách thức không thành công đã được đưa ra cho Tòa phúc thẩm vào tháng 3 năm 2013. [40]
Kinh phí
Tổng cộng, 6,5 triệu bảng được yêu cầu để tài trợ cho việc xây dựng nền: - [41]
£ 2 triệu - F.C. Kế hoạch chia sẻ cộng đồng của United (mục tiêu đạt được vào ngày 26 tháng 2 năm 2015) [42]
£ 1 triệu - từ việc gây quỹ khác, ví dụ: £ 467.000 từ F.C. Quỹ phát triển United (bao gồm 51.000 bảng từ huy động vốn từ cộng đồng [43]) và 345.000 bảng từ chương trình Cổ phiếu cho vay [41]
£ 918.000 - Thể thao Anh (Quỹ cơ sở mang tính biểu tượng) [41]
£ 550.000 - Hội đồng thành phố Manchester (đã được phê duyệt tháng 1 năm 2012) [44]
£ 500,000 - Quỹ cơ sở cộng đồng Quỹ bóng đá [45]
£ 500,000 - Khoản vay của Hội đồng thành phố Manchester (đã được phê duyệt tháng 1 năm 2012) [44]
£ 303,000 - Tài trợ của chính phủ, Quỹ tài sản cộng đồng và dịch vụ (được công bố tháng 1 năm 2014) [46] [47]
150.000 bảng - Quỹ cải thiện sân bóng đá Football Foundation [45]
£ 90.000 - Quản lý chất thải Viridor [41]
Xây dựng
Câu lạc bộ đã ký một Phần 106 và hợp đồng cho thuê vào tháng 7 năm 2012, kích hoạt sự cho phép lập kế hoạch đã được cấp theo 42 điều kiện được đề xuất bởi Trưởng phòng Kế hoạch trở lại vào tháng 10 năm 2011. [48] Nhiều điều kiện trong số này sẽ được áp dụng thường xuyên cho các ứng dụng, chẳng hạn như mặt bằng phải được hoàn thành trong vòng ba năm (tháng 7 năm 2015) và tòa nhà phù hợp với các bản vẽ đã gửi. Các điều kiện khác bao gồm khuyến cáo rằng F.C. Kỳ không chơi bất kỳ trận trên sân nhà khi Manchester City cũng đang ở nhà, hoặc có trở thành một sự kiện lớn tại sân City of Manchester do cơ sở là chỉ hơn 3 dặm ngoài và tác động có thể về giao thông và xe đậu xe sẵn có trong khu vực. [29] Đèn pha trên một trong các quảng cáo chiêu hàng cộng đồng phải được tắt lúc 8 giờ tối, với các nốt nhạc khác được phép hoạt động cho đến 9 giờ tối. [29] mục tiêu ban đầu của câu lạc bộ là để mở trang web Mười Acres ngõ vào tháng năm 2012. Tuy nhiên, một số chậm trễ xảy ra sau đó bao gồm sự thay đổi của trang web để Moston và 13 tuần "giảm nhiệt giai đoạn" sau khi ứng dụng thành công. [49] F.C. Ban đầu United đã xác định ngày bắt đầu xây dựng dự kiến vào tháng 5 năm 2012, [50] nhưng thách thức pháp lý đối với quyết định của hội đồng đã trì hoãn điều này trong gần 18 tháng cho đến khi công việc bắt đầu vào tháng 11 năm 2013. [51]
Mặt bằng sau đó được dự kiến hoàn thành vào tháng 9 năm 2014 [52] với công việc do Barnes Construction thực hiện. [53] Giám đốc dự án là Frank Whittle Partnerships. [54] Mục tiêu hoàn thành là 40 tuần sau khi xây dựng đã bắt đầu. [52] [55] [56] Câu lạc bộ đã hy vọng sẽ chơi mùa giải 2014–15 trên sân của họ. Tuy nhiên, một số khó khăn với thép và hậu cần dẫn đến sự chậm trễ. [57] Việc mở cửa ban đầu được chuyển trở lại tháng 12 năm 2014 [58] nhưng sự chậm trễ hơn nữa đã dẫn đến F.C. United chơi toàn bộ mùa giải 2014–15 tại Bower Fold ở Stalybridge và tại sân vận động Tameside của Curzon Ashton. Phần lớn các phụ kiện của sân vận động được xây dựng bởi người hâm mộ và tình nguyện viên, [60] trong khi một sân thượng được tái chế từ sân khoan Field ở Northwich đã đóng cửa vào năm 2002. [60] Các cơ sở đã được hoàn thành phần lớn vào tháng 4 năm 2015 [61] và một sự kiện thử nghiệm đã được tổ chức tại mặt đất vào ngày 16 tháng 5 năm 2015. [60] [62] [63]
Đặt tên mặt đất
Một công trường xây dựng bùn với hai xe làm việc để xây dựng sân vận động trong ngày. Một cấu trúc thép nhỏ đã được tạo ra mà là bắt đầu giống như một đứng bóng đá. Bầu trời có mây nhẹ và ở phía sau có cây cối.
"Sân vận động cộng đồng Moston" là tên dự án được công bố vào mùa hè năm 2011. [14] Tuy nhiên, tên nền tảng chính thức đã được chọn bởi F.C. Các thành viên Hoa Kỳ tại Đại hội thường niên của câu lạc bộ vào ngày 10 tháng 4 năm 2014. [64] [65] Các thành viên đã có thể đề xuất các đề xuất và những đề xuất này đã được giảm xuống một danh sách rút gọn gồm bảy đề xuất.
Broadhurst
Công viên Broadhurst
Hội trường FCUM
Đường Lightbowne
Ronald Johnson Ground
Lối đi trên lề đường
Sân vận động Manchester United
Tên được công bố là "Broadhurst Park" vào ngày 11 tháng 4 năm 2014, sau khi một thành viên bỏ phiếu. [66] Khu vực xung quanh đã được đặt tên cho Edward Tootal Broadhurst kể từ khi ông tặng đất cho người dân của Moston vào năm 1920. [15]
Mở cửa
F.C. United tổ chức một sự kiện thử nghiệm vào ngày 16 tháng 5 năm 2015, dàn dựng một trận đấu ngắn giữa đội đầu tiên của họ và một Invitational XI gồm các cầu thủ trong quá khứ. [60] [63] Sự kiện này được tổ chức để kiểm tra các phương tiện và chứng minh rằng sân vận động có thể tổ chức một đám đông công suất lớn, và đã diễn ra với 3,241 người ủng hộ tham dự. [67] Trò chơi mở chính thức là một sự thân thiện giữa F.C. United of Manchester và Benfica B vào ngày 29 tháng 5, [68] kỷ niệm chiến thắng của Manchester United trước Benfica trong trận chung kết cúp châu Âu năm 1968. [60] Ngày tháng cũng xảy ra là kỷ niệm cái chết của Ronald Johnson. [69] Benfica thắng trận mở màn 0–1 trước đám đông 4.232. [70] [71] Trận đấu đầu tiên của giải đấu mặt đất là vào ngày 11 tháng 8 năm 2015, trận đấu thứ hai của mùa giải 2015–16 cho F.C. United, trong một trận derby phía Bắc địa phương vỡi Stockport County, thua 1-2
Cơ sở vật chất
Sân ở Broadhurst Park được bao quanh bởi tất cả các bên bởi các khán đài được bảo hiểm: Đường cuối đường St. Mary (phía đông), chân Bắc, đường Lightbowne Road End (phía tây) và Main Stand (phía nam), cuối cùng có khu vực chỗ ngồi [2] Khán giả đi qua mười hai turnstiles ở các góc của sân vận động. [2] The Stand chính chứa một câu lạc bộ với một quầy bar và các cơ sở phục vụ, văn phòng câu lạc bộ, phòng thay đồ, một bộ y tế và một lớp học. [2] [14] [73] Có một quầy bar bổ sung nằm ở cuối đường St. Mary's Road và các khu ăn uống, nhượng quyền và hàng hóa nằm cả trong và ngoài mặt đất. [2] Broadhurst Park cũng có sân cỏ nhân tạo thế hệ thứ ba và hai sân cỏ liền kề với nó cũng như các cơ sở đào tạo và cộng đồng. [60] Sân 3G được sử dụng cho đồ đạc gia đình của F.C. Đội dự trữ và đội nữ của United. [74] [75] Các đầu của chân đế chính được xây dựng với sự mở rộng trong tương lai, đặc biệt là với không gian để thử nghiệm một khu vực đứng an toàn. [60] Câu lạc bộ có quan hệ đối tác với Pennine Telecom để cung cấp Wi-Fi miễn phí cho những người ủng hộ ở dưới đất. [76]
Broadhurst Park có 50-60 chỗ đậu xe, [77] mặc dù vào những ngày trùng khớp, những thứ này chỉ có sẵn thông qua đặt chỗ trước. [2] Sân vận động cũng được phục vụ bởi Newton Heath và trạm dừng xe điện Moston (xe điện / đường sắt nhẹ), ga xe lửa Moston (đường sắt hạng nặng) và một số tuyến xe buýt, bao gồm cả xe buýt đặc biệt trong ngày từ khu phố phía Bắc của thành phố. [78] 80 gian hàng xe đạp cũng đã được câu lạc bộ lắp đặt để khuyến khích đạp xe xuống đất. [79]